# Hyundai Dynasty

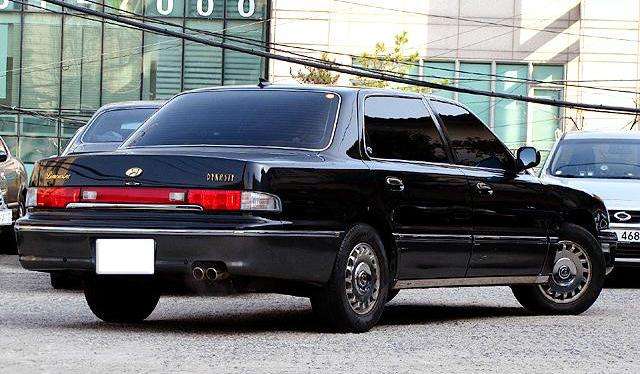
Hyundai Dynasty, traseira

O Dynasty é um sedã de grande porte executivo premium da Hyundai, fabricado de 1996 a 2005. Foi sucedido pelo Genesis.